# Märta Måås-Fjetterström

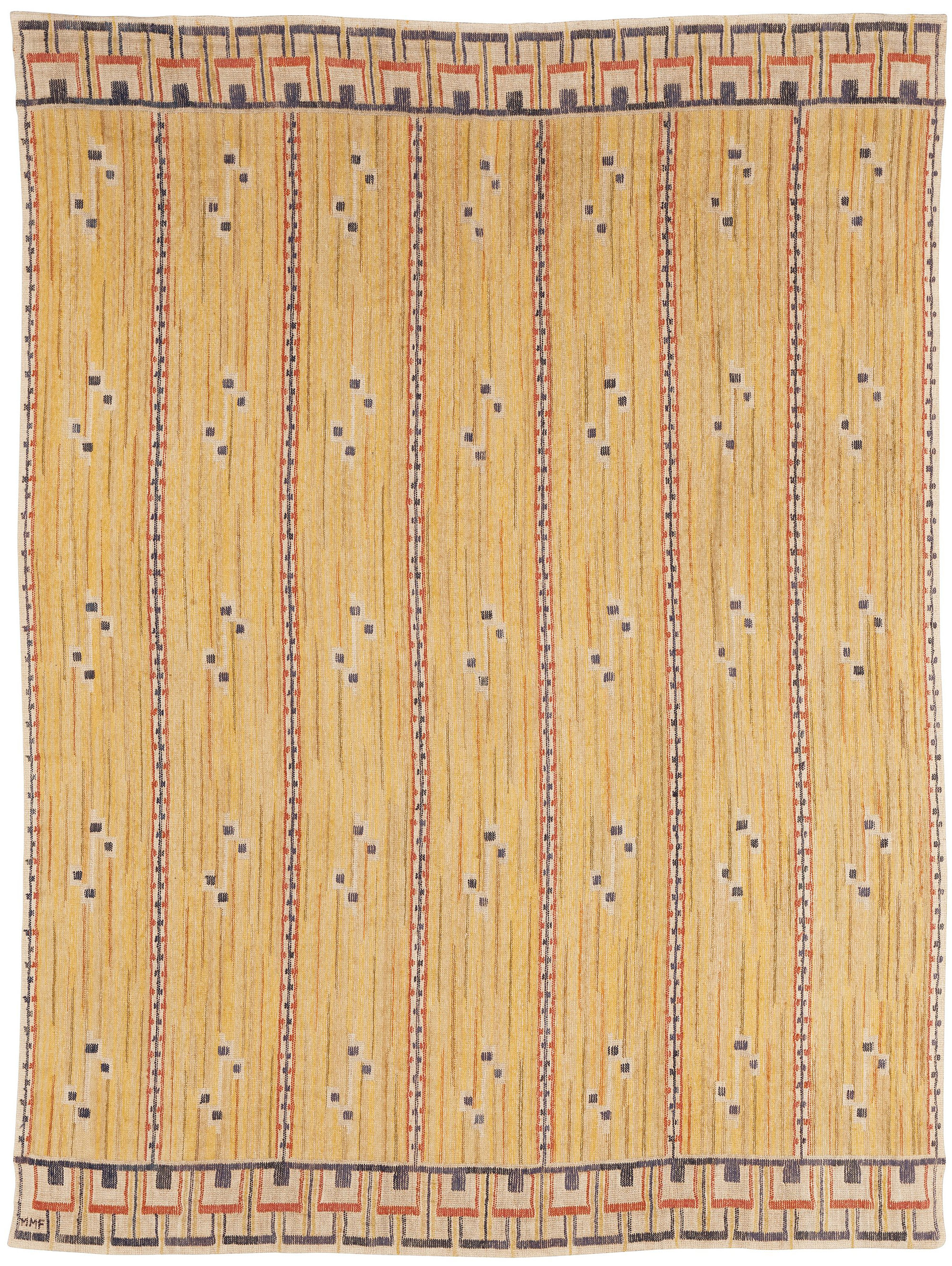
Szwedzki dywan Gult draperi (1942) proj. Marta Måås-Fjetterstrom z kolekcji Doris Leslie Blau

Märta Måås-Fjetterström (ur. 21 czerwca 1873 w Kimstad, Östergötland, zm. 13 kwietnia 1941 w Båstad, Skania) – szwedzka projektantka dywanów.